# Сусаноо
Сусаноо (スサノオ) је шинто бог мора и олуја. Такође је познат као владар града Јасуги и Шимане префектуре. Ожењен је богињом Кушинадахиме.
Због своје дивље нарави Бог Сусаноо беше истеран са неба и паде на Изумо. Тамо он чу да змија са 8 глава Јамата но Ороћи сваке године поједе по једну девојку. Ове године жртва је требало да буде Принцеза Kusinada. Сусаноо се тада договори са њеним родитељима да је ожени ако успе да је спаси, и њени родитељи то прихвате. Пративши Сусаноове инструкције људи из села направише ограду са 8 капија, и испод сваке капије ставише канту са алкохолом. Тада, змија дође - протури 8 глава кроз 8 капија и поче да пије. Ускоро змија се напила и заспала, а тада је Сусаноо сасече. Тада се Сусаноо и Кусинада венчаше. У једном од Јаматиних одсечених репова Сусаноо је пронашао легендарни мач Кусанаги но Цуруги.